# Zamek w Inowłodzu
Zamek w Inowłodzu – zamek królewski z XIV wieku ufundowany przez Kazimierza Wielkiego znajdujący się w dolinie rzeki Pilicy w Inowłodzu w województwie łódzkim.

## Historia
Po raz pierwszy zamek wspomniany jest w XIV-wiecznej Kronice Janka z Czarnkowa jako obiekt ufundowany przez polskiego króla Kazimierza Wielkiego. Na podstawie źródeł pisanych oraz badań archeologicznych jego powstanie datuje się na lata 1356–1366. Funkcją zamku była ochrona komory celnej znajdującej się na brodzie pilickim leżącym na szlaku handlowym biegnącym ze Lwowa przez Sandomierz do Torunia. Obok zamku w Łęczycy był jednym z dwóch zamków królewskich znajdujących się na terenie ziemi łęczyckiej.
Pierwszym zanotowanym kasztelanem inowłodzkim był Piotr Tłuk ze Strykowa herbu Jastrzębiec, jeden z zaufanych urzędników króla Władysława Jagiełły. Pod koniec XIV wieku zamek należał do Jana i Abrahama Niemirów (Niemierza) Nowodworskich herbu Nałęcz jednak w 1393 roku Władysław Jagiełło wykupił go i ze względu na ważne położenie przywrócił mu własność królewską.
W 1515 roku Adam Drzewicki otrzymał konsens królewski na wykupienie starostwa inowłodzkiego od małogoskiego kasztelana Leżeńskiego. Od tego momentu zamek stał się własnością zamożnego polskiego szlacheckiego rodu Drzewickich herbu Ciołek, którego najbardziej znanym przedstawicielem był Maciej Drzewicki.
Wkrótce potem miasto wraz z zamkiem zostało zniszczone przez pożar. Zamek był czterokrotnie przebudowywany na przełomie XIV i XV wieku, w pierwszej ćwierci XVI, drugiej połowie XVI i w połowie XVII wieku. Kolejna zasadnicza rozbudowa zamku przeprowadzona w latach 1521–1526 wiązała się prawdopodobnie z działalnością Adama Drzewieckiego, brata Macieja, który na czas rozbudowy rodowej siedziby w Drzewicy przeniósł do Inowłodza swoją rodzinę. W tym okresie zamek inowłodzki przeszedł największą i zasadniczą przebudowę oraz został umocniony.

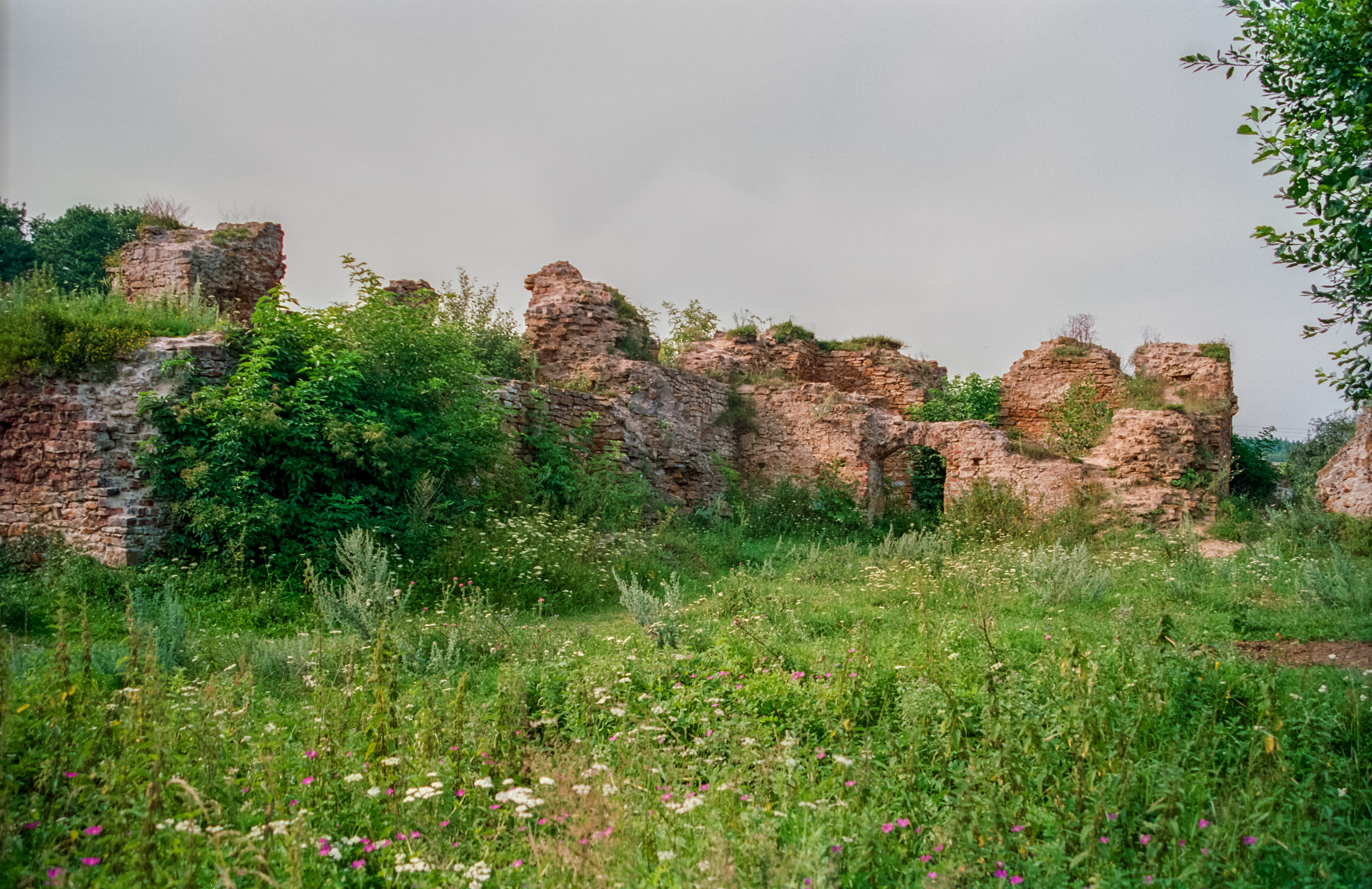
Ruiny zamku przed rekonstrukcją

Po śmierci Adama oraz biskupa Macieja dobra inowłodzkie odziedziczyli synowie tego pierwszego: sekretarz królewski oraz kustosz łęczycki Maciej Drzewicki (1503–1575) oraz Adam Drzewicki (zm. 1569), który pełnił funkcję starosty inowłodzkiego od 1561 roku.
W połowie XVII wieku właścicielem została rodzina Lipskich herbu Łada. Od 1648 roku starostą inowłodzkim był dworzanin królewski Jan Olbracht Lipski z Lipia, który rozpoczął kolejną przebudowę przerwaną przez wojnę ze Szwecją. W Inowłodzu 9 września 1655 roku miała miejsce potyczka wojsk Rzeczypospolitej z wojskiem szwedzkim. W roku 1655 w rejonie Inowłodza oraz Piotrkowa wybuchło powstanie przeciwko Szwedom. W okresie tym znanym jako potop szwedzki zamek kilkakrotnie zmieniał właścicieli. W wyniku działań wojennych w latach 1655–1657 uległ zniszczeniu i przestał pełnić funkcje obronne, stopniowo popadając w ruinę.

## Konstrukcja zamku

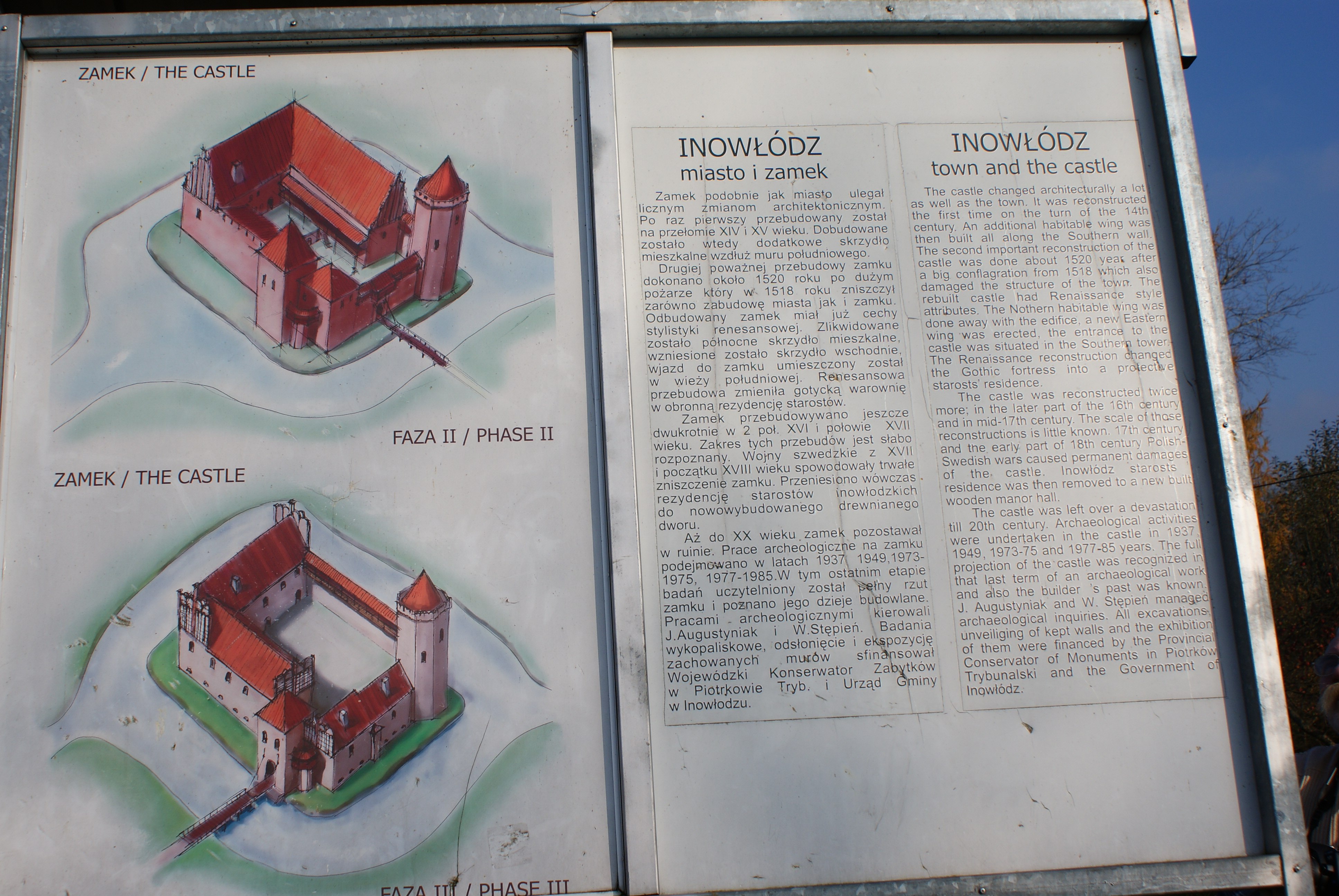

Zamek wybudowano w stylu gotyckim, na planie prostokąta, z dwiema narożnymi ośmiobocznymi wieżami średnicy ok. 10 metrów. Otoczony był murem kamiennym grubości 2,4 metra oraz fosą zasilaną wodą z rzeki Pilicy, przez którą przerzucony był drewniany most. Pierwotnie ogólna powierzchnia zamku wynosiła 1500 m², a po pierwszej przebudowie wzrosła do 1690 m², co stawia go w szeregu zamków średniej wielkości. Łączna powierzchnia użytkowa inowłodzkiego zamku wynosi 1250 m².

## Odbudowa
Od potopu szwedzkiego zniszczony zamek nie był restaurowany przez ponad 300 lat. W XIX wieku zniszczeń dopełniła rozbiórka murów oraz budynków zamkowych, które stały się źródłem kamienia dla okolicznej ludności. Łódzki fabrykant Antoni Urbanowski wykorzystywał go również w 1880 roku jako materiał do umacniania brzegów Pilicy pod planowaną inwestycję. Pierwsze naukowe badania pozostałości zamku podjęto dopiero po zakończeniu II wojny światowej w roku 1949. W okresie PRL przygotowano pierwsze plany mające na celu zabezpieczenia reliktów zamku i odbudowy w formie tzw. ruiny trwałej. Planów tych nie zrealizowano z braku funduszy.

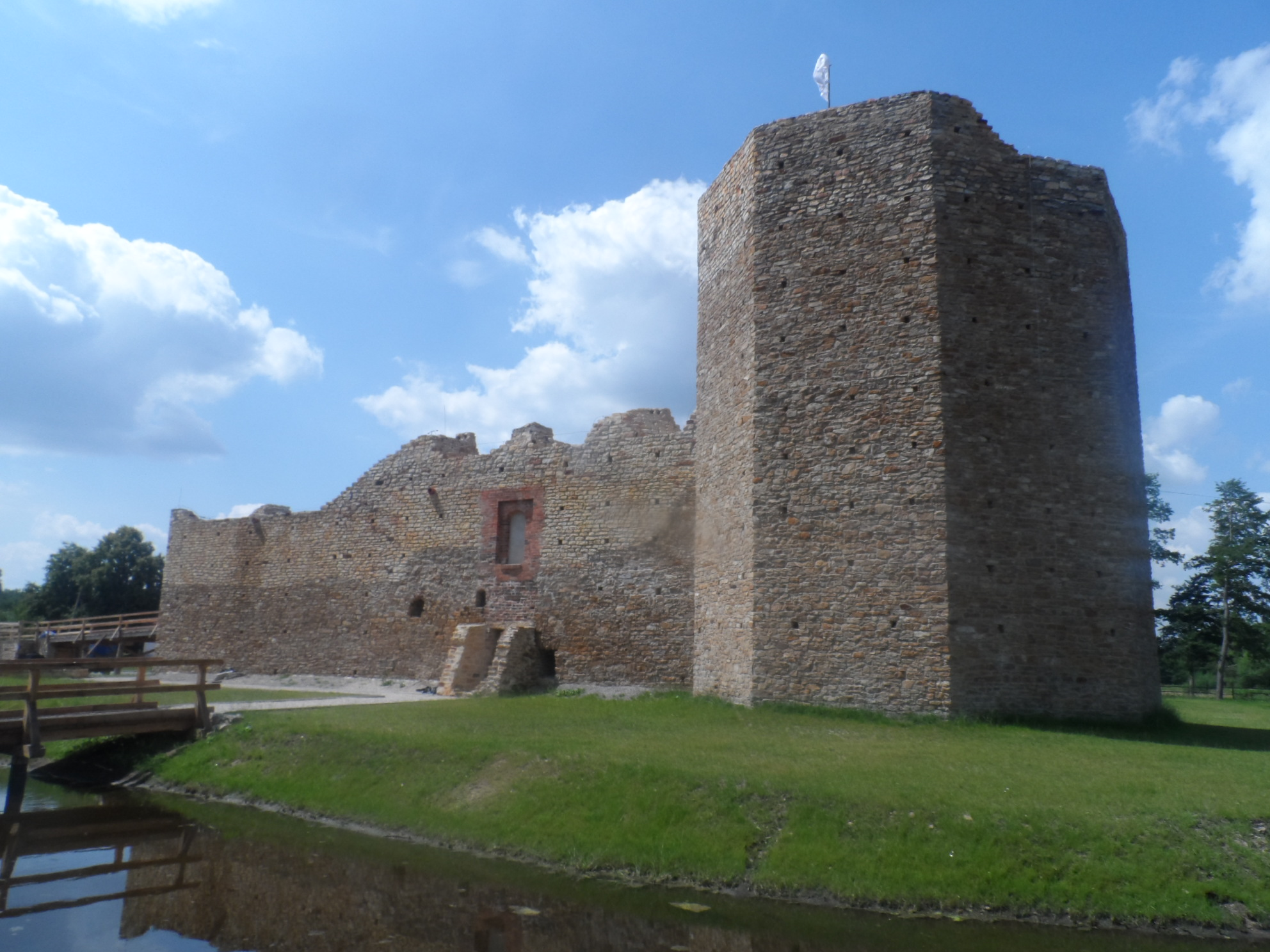
Ośmioboczna wieża po częściowej rekonstrukcji

Od 2007 roku ruiny zamku zostały objęte planami odbudowy oraz rekonstrukcji. Projekt realizowany jest ze wsparciem finansowym Unii Europejskiej, która dofinansowała go w kwocie 5 602 698 złotych. Łączna suma realizacji projektu to koszt 7 470 264 złotych.
Zrekonstruowany zamek stanowić ma w przyszłości nową siedzibę dla inowłodzkich instytucji gminnych jak dom kultury, biblioteka, punkt informacji turystycznej oraz Muzeum Ziemi Inowłodzkiej.
15 czerwca 2013 roku odbyło się oficjalne otwarcie zamku dla ruchu turystycznego.